# Wólka-Kolonia (Wólka Wojnowska)
Wólka-Kolonia – część wsi Wólka Wojnowska w Polsce, położona w województwie świętokrzyskim, w powiecie ostrowieckim, w gminie Ćmielów.
W latach 1975–1998 miejscowość należała administracyjnie do województwa tarnobrzeskiego.